# Роуз Вали (Пенсилванија)
Роуз Вали (енгл. Rose Valley) град је у америчкој савезној држави Пенсилванија.

## Демографија
По попису из 2010. године број становника је 913, што је 31 (-3,3%) становника мање него 2000. године.
| Група             | 2000.       | 2010.       |
| Белци             | 884 (93,6%) | 834 (91,3%) |
| Афроамериканци    | 15 (1,6%)   | 15 (1,6%)   |
| Азијати           | 16 (1,7%)   | 26 (2,8%)   |
| Хиспаноамериканци | 21 (2,2%)   | 19 (2,1%)   |
| Укупно            | 944         | 913         |